# أناليزا بونا
أناليزا بونا (بالإيطالية: Annalisa Bona)‏ مواليد 15 نوفمبر 1982 في جنوة، هي لاعبة كرة مضرب إيطالية. أعلى تصنيف لها في الفردي كان المركز الـ 240 في سنة 2012. أعلى تصنيف لها في الزوجي كان المركز الـ 761 في سنة 2011.

## روابط خارجية
- أناليزا بونا على موقع رابطة محترفات التنس (الإنجليزية)
- أناليزا بونا على موقع الاتحاد الدولي لكرة المضرب (الإنجليزية)
- أناليزا بونا على موقع إي إس بي إن.كوم (الإنجليزية)